# Franklin (Alabama)
Franklin ist eine Town im Macon County im US-Bundesstaat Alabama.
Die Gesamtfläche des Ortes beträgt 8,7 km².

## Demographie
Bei der Volkszählung im Jahr 2010 hatte Franklin 149 Einwohner, die sich auf 74 Haushalte und 44 Familien verteilten. Die Bevölkerungsdichte betrug somit 17,2 Einwohner/km². 49,7 % der Bevölkerung waren afroamerikanisch, 47,7 % weiß. In 21,6 % der Haushalte lebten Kinder unter 18 Jahren. Das Durchschnittseinkommen pro Haushalt betrug 46.250 US-Dollar, wobei 5,6 % der Bevölkerung unterhalb der Armutsgrenze lebten.
2019 hatte Franklin 512 Einwohner.